# Cantonul Argentan-Ouest
Cantonul Argentan-Ouest este un canton din arondismentul Argentan, departamentul Orne, regiunea Basse-Normandie, Franța.

## Comune
| Comune                                                                                | Populație (1999) | Cod poștal | Cod INSEE |
| ------------------------------------------------------------------------------------- | ---------------- | ---------- | --------- |
| Argentan                                                                              | ... (1)          | 61200      | 61006     |
| Commeaux                                                                              | ...              | 61200      | 61114     |
| Fontenai-sur-Orne                                                                     | ...              | 61200      | 61173     |
| Moulins-sur-Orne                                                                      | ...              | 61200      | 61298     |
| Occagnes                                                                              | ...              | 61200      | 61314     |
| Sarceaux                                                                              | ...              | 61200      | 61462     |
| (1) La fraction de commune située sur ce canton (population municipale totale : ...). |                  |            |           |